# استان آتلانتیدا
استان آتلانتیدا (به اسپانیایی: Departamento de Atlántida) یکی از استان‌های ۱۸ گانه کشور هندوراس در آمریکای مرکزی که در شمال این کشور واقع شده است

## شهرستان‌ها

1. Arizona
2. El Porvenir
3. Esparta
4. Jutiapa
5. La Ceiba
6. La Masica
7. San Francisco
8. Tela